# Juan de Jesús Fabián Ayala y García
Juan de Jesús Fabián Ayala y García (La Vega, República Dominicana,  27 de diciembre de 1789 - San Cristóbal, República Dominicana; 22 de agosto de 1879), también conocido como Padre Ayala, fue un sacerdote católico y catedrático dominicano, considerado el fundador de la provincia de San Cristóbal, República Dominicana.

## Biografía
Nació el 27 de diciembre de 1789 en Soto, La Vega, hijo de los esposos Manuel de Jesús Ayala y Ana García de Ayala, sus primeros maestros fueron sus padres y luego Francisco Paula y Francisco Rojas.
En abril del 1805 fue conducido junto a familiares y personas de La Vega, así como moradores de Moca, Santiago y Cotuí al Guárico (hoy Cabo Haitiano) por el General Jean-Jacques Dessalines, siendo entregado como esclavo a un hacendado, tiempo después logra retornar junto con su familia a La Vega, en donde continua sus estudios los cuales sigue en Santo Domingo en el convento Santa Clara como seminarista, quebrantos de salud le obligan retornar a La Vega, donde sirve como clérigo bajo la dirección y la protección del padre José Tavarez.
El padre Ayala educó al General José del Carmen Reynoso y crio y educó al General Juan Suero, conocido en nuestra historia con el sobrenombre del Cid Negro; colaboró en los actos en honor a Francisco del Rosario Sánchez que fueron celebrados en [San Cristóbal, cuando eran conducidos hacia el Panteón de la Patria en el 1875.
Realizó sus estudios en la Universidad de Santo Tomás de Aquino, ordenado sacerdote al inicio del 1815, estudió derecho civil y canónigo en 1815 y 1816, nombrado cura párroco de Bayaguana en 1816.
Fue él quien terminó de construir el Santuario de esa Comunidad y publicó una novena al Santo Cristo de los Milagros.
En los inicios del siglo XIX, el padre Ayala, sufrió la penalidades de la persecución al igual que fueron víctimas los colonos de Santo Domingo, estuvo preso en Haití, cuando Jean-Jacques Dessalines en 1805, se llevó centenares de habitantes, participó en la lucha por la Reconquista en el 1809. Durante la Guerra de la Reconquista que iniciara Juan Sánchez Ramírez, Juan de Jesús participó en la misma, luchando en el sitio de Santo Domingo, recibe una herida en un brazo, estando hospitalizado en el Hospital San Nicolás de Baní, hizo amistad con el párroco de Santa Bárbara, el padre José Ruiz, el cual le ayudó para que reciba clases de latinidad y teología del doctor Tomas Correa y Cidrón; en el 1814 ingresa en la Universidad de Santo Domingo, a la facultad de Humanidades.
El Arzobispo Pedro Valera y Jiménez lo designa auxiliar de los Capellanes de Coro de la Catedral, luego viajó a Puerto Rico a recibir las órdenes mayores hasta el grado de subdiácono de manos de Monseñor Juan Alejo de Arizmendi. De regreso a Santo Domingo retorna a su puesto en el coro, pero tiempo después ayudado de nuevo por el padre José Ruiz, embarca para Cuba, pero el viaje es interrumpido cuando un corsario inglés apresa la goleta en que viaja, liberado, llega a Cuba en donde es protegido por el padre Dionisio de Moya y Porte, recibiendo el diaconado y luego el Prebisteriado de manos de Juan Bautista Sacristán (Arzobispo de Santa Fe de Bogotá), de regreso a Santo Domingo oficializa su primera misa en la iglesia de Santa Bárbara apadrinado por el padre José Ruiz, dedicándose a asistir a las cátedras de filosofía hasta el 1816, cuando es designado Cura Párroco de la parroquia de San Juan Bautista de Bayaguana en la cual estuvo hasta el 1820.

### Llegada a San Cristóbal
Desde su llegada a San Cristóbal, el 16 de agosto de 1820 toma posesión, la parroquia estaba compuesta de varias ermitas, siendo cabecera parroquial la ermita ubicada en el ingenio de la hacienda San Cristóbal, lugar donde se inicia la fundación de la ciudad que llevara dicho nombre. Para esa época la población estaba diseminada por los campos, en muchos de los cuales existían oratorios de madera y techo de paja; con la abolición de la esclavitud por parte de las autoridades haitianas, muchos de los habitantes de los campos pasaron a vivir al poblado, el padre Ayala con la ayuda del General Borgella adquirió tierra, la cual fue puesta a disposición de quienes desearan edificar, el terreno fue limpiado de malezas y árboles por órdenes del General Richie, jefe militar haitiano del lugar, este le señaló al Padre Ayala el lugar en el cual debía de edificar la iglesia, sirviendo además de padrino en la colocación de la primera piedra del templo en el 1828 el cual fue bendecido el 7 de octubre de 1838, edificó además un asilo para ancianos que aún existía en 1862. 
En el año 1828 comienza la construcción de la Parroquia Sagrado Corazón de Jesús, la cual culmina 10 años más tarde (1836).  En su interior se encuentran sepultadas destacadísimas figuras de la vida social, religiosa, política y cultural del siglo pasado, entre ellas el mismo padre Ayala, su constructor. En una carta a Mons. Cocchia, dice «cargando una piedra me lastime la cintura y sufro mucho todo el año».
Esta Parroquia fue bendecida por el Padre Jesús Fabián Ayala, el 6 de octubre de 1838, y no el día 7 del mismo mes y año, como por error figura en la misma iglesia, en una tabla de caoba.[cita requerida] El día de la bendición de dicha iglesia publicó el padre Juan de Jesús Ayala y García, la novena del Patrón San Cristóbal.
Se dedicó a la instrucción durante años, el 7 de mayo de 1842 un terremoto le causó daños al templo, iniciando pronto el Padre Ayala su separación; elegido diputado al Primer Congreso Constituyente en representación de San Cristóbal, el 21 de septiembre de 1844 le toma el juramento a los diputados en la iglesia de San Cristóbal luego de oficial una misa y el 6 de noviembre del mismo año canta un Te Deum al ser proclamada la Constitución.

### Papel en la Constitución Dominicana
El Padre Jesús Fabia siendo unos de los que intervinieron en la elaboración de la constitución de la República y firmante de la misma por la provincia de San Cristóbal, en 1844.
Y al pronunciar un discurso, el cual aún se conserva, y contando en el art. 45 de la constitución de la República Dominicana, donde se estipula que la religión católica oficial del estado Dominicano, aunque se permiten otros cultos religiosos.

### Funciones sociales y pastorales
El Padre Jesús Fabián ocupó varias funciones religiosas y sociales:
- En el 1846, fue nombrado Agente Recaudador de San Cristóbal por la Sociedad Amigos del País en el 1857 fue confirnado por Pedro Santana en Jarabacoa, encargándole el padre Manuel Palet, vicario foráneo de la provincia de la Concepción de La Vega la parroquia de esa comunidad, en la cual estuvo hasta 1861. El Padre Ayala ejerció su ministerio también en la iglesia de Santa Bárbara en Santo Domingo (del 25 de febrero al 7 de julio de 1842) y del 19 de diciembre de 1850 al 1 de enero de 1851), el Seybo (del 11 de enero al 1 de febrero de 1851), en la iglesia de San Carlos e Santo Domingo.

- Como subdelegado apostólico gobernó la iglesia dominicana del 21 de mayo al 4 de julio de 1866 y del 9 de septiembre de 1866 hasta el 23 de abril de 1867; Gobernador eclesiástico y vicario general el 12 de agosto de 1871, al partir para Curazao el vicario apostólico monseñor Leopoldo Ángel Santanche de Aguasanta Fray Roque Cocchia lo nombró deán de la Catedral y canónigo honorario el 16 de diciembre de 1874.

## Fallecimiento
Falleció el viernes 22 de agosto de 1879 en San Cristóbal a las once de la mañana. Sus restos esta sepultados en la Parroquia Sagrado Corazón de Jesús, ubicada en La Avenida Constitución, San Cristóbal, la cual fue construida por el mismo.
En memoria del Padre Ayala, el ayuntamiento del municipio de La Vega, designó el 14 de mayo de 1940, una calle en el sector de San Antonio. Fue Administrador de la Arquidiócesis de Santo Domingo y director del Seminario Conciliar de Santo Tomás Aquino, dejó escritas unas memorias con el título Desgracias de Santo Domingo, donde narra las penalidades que pasaron varios veganos incluyendo a él, cuando fueron llevado prisionero a Haití, a pie en el 1805, por orden de Juan Jacobo Dessalines a su paso por esa ciudad.